# Конінгем (Пенсільванія)
Конінгем (англ. Conyngham) — місто (англ. borough) в США, в окрузі Лузерн штату Пенсільванія. Населення — 1825 осіб (2020).

## Географія
Конінгем розташований за координатами 40°59′28″ пн. ш. 76°3′34″ зх. д. / 40.99111° пн. ш. 76.05944° зх. д. (40.991082, -76.059499).  За даними Бюро перепису населення США в 2010 році місто мало площу 2,64 км², уся площа — суходіл.

## Демографія
Згідно з переписом 2010 року, у селищі мешкало 1914 осіб у 834 домогосподарствах у складі 564 родин. Густота населення становила 724 особи/км².  Було 864 помешкання (327/км²).
Расовий склад населення:
| - 97,4 % — білих - 0,9 % — азіатів - 0,5 % — чорних або афроамериканців - 0,1 % — корінних американців |

До двох чи більше рас належало 0,9 %. Частка іспаномовних становила 2,0 % від усіх жителів.
За віковим діапазоном населення розподілялося таким чином: 17,8 % — особи молодші 18 років, 60,6 % — особи у віці 18—64 років, 21,6 % — особи у віці 65 років та старші. Медіана віку мешканця становила 48,5 року. На 100 осіб жіночої статі у селищі припадало 94,5 чоловіків;  на 100 жінок у віці від 18 років та старших — 90,8 чоловіків також старших 18 років.
Середній дохід на одне домашнє господарство  становив 82 394 долари США (медіана — 63 500), а середній дохід на одну сім'ю — 95 135 доларів (медіана — 73 182). Медіана доходів становила 52 917 доларів для чоловіків та 39 250 доларів для жінок. За межею бідності перебувало 5,6 % осіб, у тому числі 12,2 % дітей у віці до 18 років та 2,3 % осіб у віці 65 років та старших.
Цивільне працевлаштоване населення становило 1040 осіб. Основні галузі зайнятості: освіта, охорона здоров'я та соціальна допомога — 33,1 %, науковці, спеціалісти, менеджери — 12,4 %, виробництво — 10,2 %, мистецтво, розваги та відпочинок — 9,3 %.